# John Seigenthaler Pedestrian Bridge
Le John Seigenthaler Pedestrian Bridge, anciennement nommé Shelby Avenue Bridge et Sparkman Street Bridge, est un pont en treillis qui franchit la rivière Cumberland à Nashville dans l'État du Tennessee. Ancien pont routier mis en service le 5 juillet 1909, il a rouvert le 3 août 2003 en tant que pont piétonnier. D'une longueur de 960 mètres, il est l'un des plus longs ponts piétonniers du monde.
Le pont est inscrit au Registre national des lieux historiques depuis 1998. Symbole de Nashville, le clip de la chanson Save a Horse (Ride a Cowboy) de Big and Rich a été tourné sur le pont.

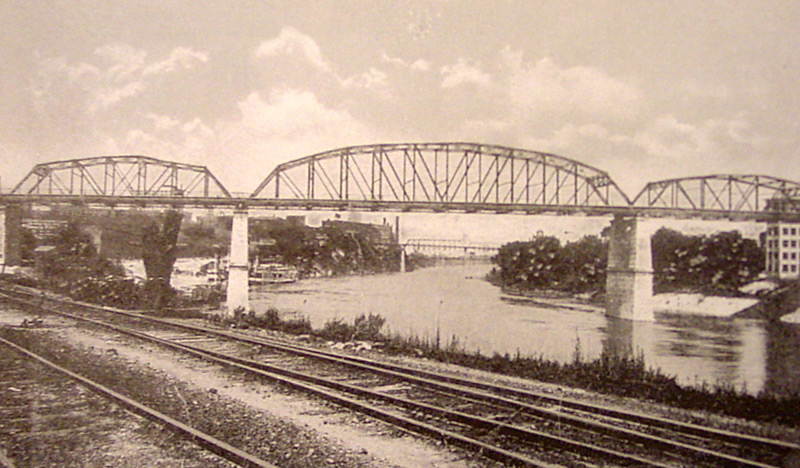
Années 1920
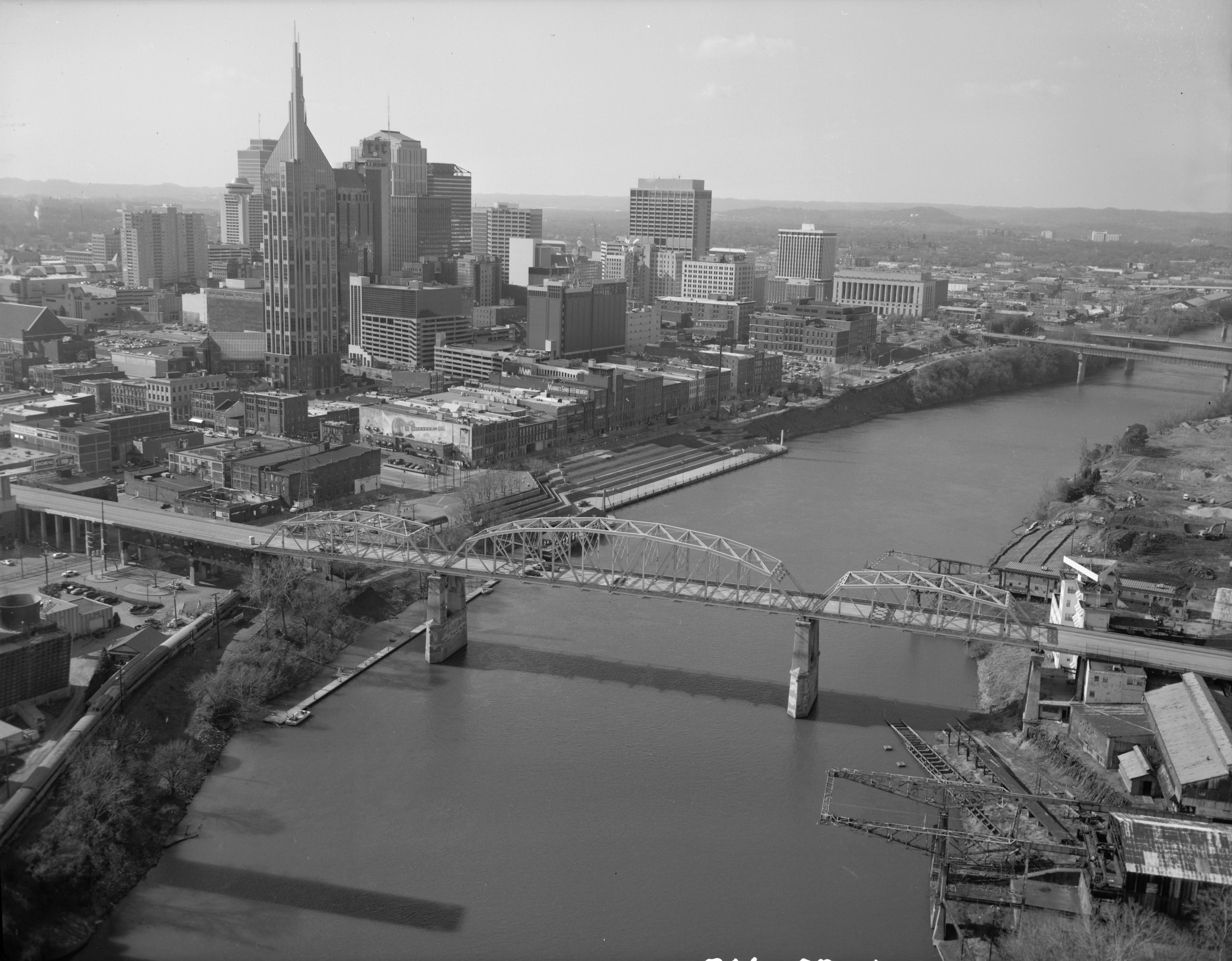
1998
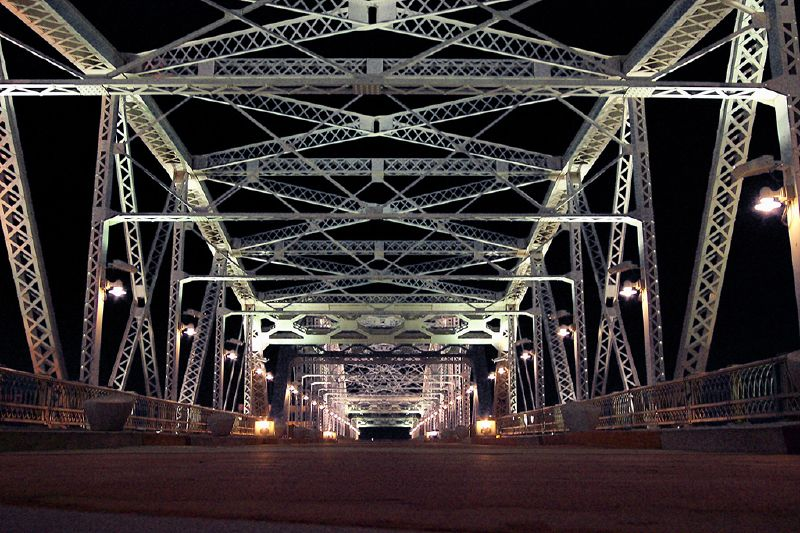
2006
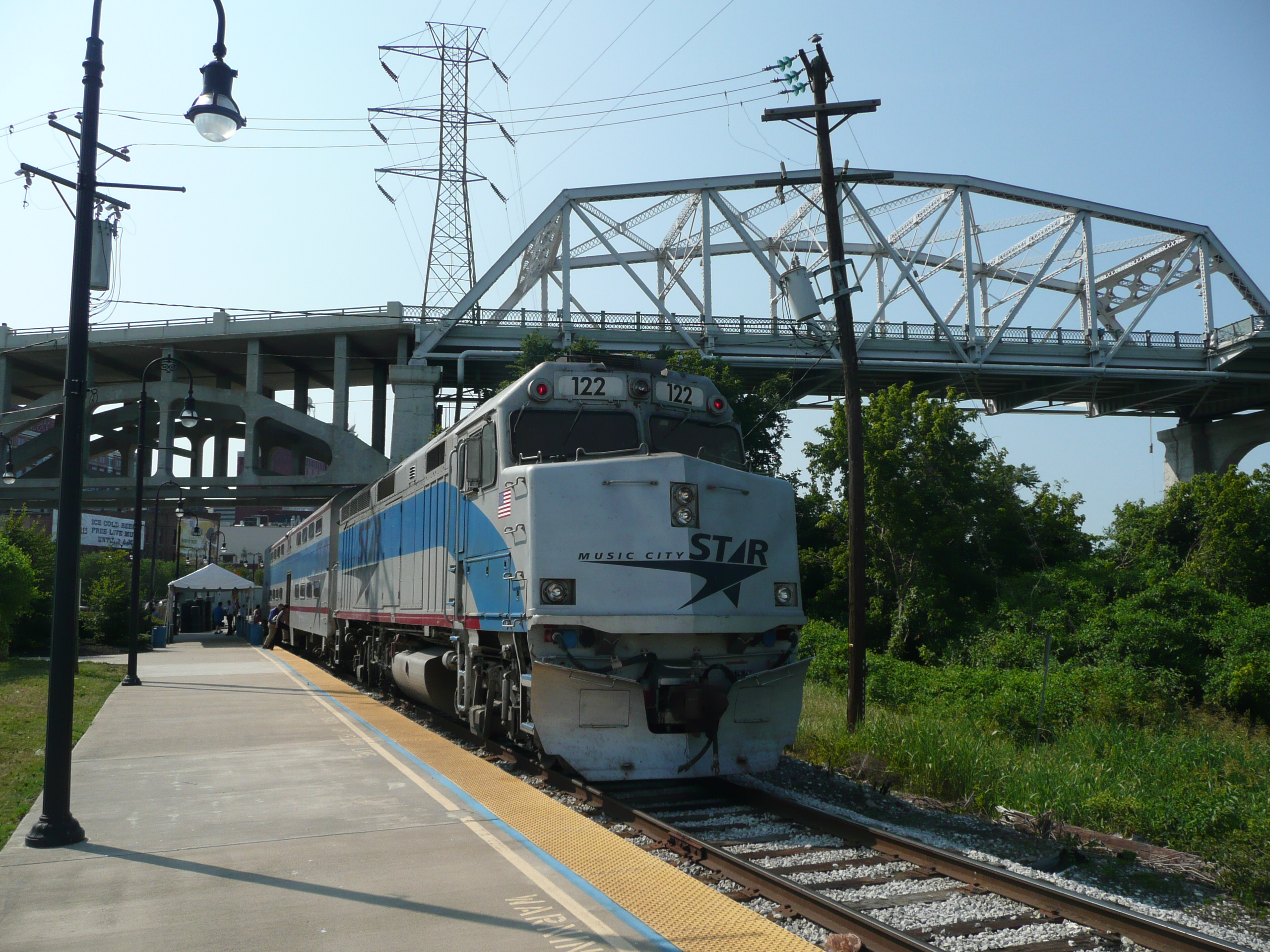
Music City Star devant le pont